# District d'Ajaccio
Le district d'Ajaccio est une ancienne division territoriale française du département de la Corse puis du Liamone de 1790 à 1795.
Il était composé des cantons d'Ajaccio, Celavo, Mezzana, Ornano, Sampiero et Talavo.